# George Carlin
George Dennis Carlin (ur. 12 maja 1937 w Nowym Jorku, zm. 22 czerwca 2008) – amerykański komik typu stand-up, aktor, pięciokrotny laureat nagrody Grammy.

Autograf George’a Carlina

Carlin był szczególnie znany ze swojego krytycznego podejścia do świata i obserwacji dotyczących amerykańskiego społeczeństwa i towarzyszących mu tematów tabu. W swoich najnowszych występach najczęściej poruszał on tematy polityczne i religijne oraz wyśmiewał absurdy rządzące dzisiejszym światem.
Przez stację Comedy Central został uznany za największego komika stand-up w historii po Richardzie Pryorze.

## Życiorys
Urodził się w Nowym Jorku. Mieszkał w dzielnicy Manhattan, wychowywała go matka, która rozstała się z ojcem George’a, gdy ten miał 2 miesiące. Chociaż urodził się w katolickiej rodzinie, Carlin otwarcie odrzucał religię we wszystkich jej formach, często krytykując ją i wyśmiewając w swoich komediowych występach. Na pytanie, czy wierzy w Boga, odpowiedział, że jest ateistą. 
W wieku 14 lat Carlin porzucił szkołę, jakiś czas później wstąpił do amerykańskich Sił Powietrznych, gdzie przeszedł szkolenie jako specjalista od radarów. W trakcie służby pracował jako DJ w stacji radiowej w pobliskim mieście Shreveport. Nie ukończywszy służby, wystąpił z armii w roku 1957. W 1959 roku wraz z Jackiem Burnsem stworzył duet, który z sukcesami występował w audycjach radiowych stacji z Fort Worth. W roku 1960 obaj wyjechali do Kalifornii, gdzie przez dwa lata występowali razem, po czym ich drogi rozdzieliły się.

### Lata 60.
W latach 60. George Carlin zaczął pojawiać się w programach telewizyjnych. W roku 1961 poślubił Brendę Hosbrook, którą poznał rok wcześniej podczas tournée. Dwa lata później urodziła im się córeczka Kelly. W roku 1971 para odnowiła w Las Vegas przysięgi małżeńskie.

### Lata 70.
W tym okresie George zmienił zarówno treści swoich występów, jak i sposób ubierania się. W okresie, gdy popularni byli eleganccy komicy w garniturach, jego wytarte jeansy, broda i kolczyki nie przysparzały mu widowni. Dzięki jakości swych występów szybko odzyskał jednak popularność. W latach 70. udoskonalił swój najbardziej znany występ pt. „Seven Words You Can Never Say On Television” („Siedem słów, których nie możesz powiedzieć w telewizji”), za którego wykonywanie został aresztowany w 1972 roku. W tym czasie jego występy stały się nieprzewidywalne. Jeśli publiczność nie śmiała się, Carlinowi zdarzało się przerwać występ lub zwyzywać publiczność; czasem w ogóle nie pojawiał się na scenie.
U szczytu kariery, w roku 1976, Carlin niespodziewanie przestał dawać występy na żywo. W tym czasie zaczął z kolei wykonywać programy dla stacji HBO. W trakcie przerwy w występach George Carlin przeżył pierwszy z trzech zawałów serca.

### Lata 80. i 90.
W roku 1981 nastąpił powrót Carlina na scenę, związany z wydaniem albumu uznanego za jedno z jego największych osiągnięć – „A Place For My Stuff”. Lata 90. to okres w którym George Carlin występował w licznych filmach i serialach, a także prowadził własny program „The George Carlin Show”.
W roku 1997, na dzień przed sześćdziesiątymi urodzinami George’a zmarła jego żona, Brenda. W tym samym roku wydał on swoją pierwszą książkę – „Brain Droppings”.

### Lata 2000–2007
Ostatnie lata to liczne nagrody i uhonorowania kariery Carlina. W 2004 r. aktor oświadczył, że dobrowolnie zgłosi się do poradni w związku z uzależnieniem od alkoholu i środków przeciwbólowych. W 2006 roku George wystąpił w filmie Auta wytwórni Pixar, gdzie podkładał głos Fillmore’a – VW Microbusa.

### Śmierć
Carlin w swoim życiu przeżył 3 zawały serca (w 1978, 1982 oraz 1991). W 2003 roku wystąpiła arytmia serca wymagająca ablacji tkanki mięśnia sercowego, po której nastąpiła niewydolność serca. W 2003 dwukrotnie poddał się angioplastyce zwężonej aorty. W 2005 Carlin został również poddany leczeniu odwykowemu od uzależnienia od alkoholu oraz Vicodinu.
Tydzień po swoim występie w The Orleans Hotel and Casino w Las Vegas, 22 czerwca 2008 roku, George Carlin odczuwając ból w klatce piersiowej został przewieziony do Saint John’s Health Center w Santa Monica, zmarł tego samego dnia z powodu niewydolności krążeniowej. Miał 71 lat.
Zgodnie z jego wolą ciało George’a Carlina zostało skremowane, a jego prochy rozsypane bez udziału instytucji publicznych czy religijnych.

## Dyskografia
Longplay
- 1963: Burns and Carlin at the Playboy Club Tonight
- 1967: Take-Offs and Put-Ons
- 1972: FM & AM
- 1972: Class Clown
- 1973: Occupation: Foole
- 1974: Toledo Window Box
- 1975: An Evening with Wally Londo Featuring Bill Slaszo
- 1977: On the Road
- 1981: A Place for My Stuff
- 1984: Carlin on Campus
- 1986: Playin' with Your Head
- 1988: What Am I Doing In New Jersey?
- 1990: Parental Advisory: Explicit Lyrics
- 1992: Jammin' in New York
- 1996: Back in Town
- 1999: You Are All Diseased
- 2001: Complaints and Grievances
- 2006: Life Is Worth Losing
- 2008: It's Bad for Ya

Kompilacje
- 1978: Indecent Exposure: Some of the Best of George Carlin
- 1984: The George Carlin Collection
- 1992: Classic Gold (George Carlin album)|Classic Gold
- 1999: The Little David Years (1971-1977)
- 2002: George Carlin on Comedy

### Filmografia
| Rok  | Film                              |
| ---- | --------------------------------- |
| 1968 | With Six You Get Eggroll          |
| 1976 | Myjnia samochodowa                |
| 1979 | Americathon                       |
| 1987 | Zwariowane szczęście              |
| 1989 | Wspaniała przygoda Billa i Teda   |
| 1990 | Milionerzy ze śmietnika           |
| 1991 | Szalona wyprawa Billa i Teda      |
| 1991 | Książę przypływów                 |
| 1999 | Dogma                             |
| 2001 | Jay i Cichy Bob kontratakują      |
| 2003 | Straszny film 3                   |
| 2004 | Dziewczyna z Jersey               |
| 2005 | Tarzan 2: Początek legendy (głos) |
| 2005 | The Aristocrats (jako on sam)     |
| 2006 | Auta (głos)                       |
| 2007 | Happy Wkręt (głos)                |

### Występy w HBO (HBO specials)
Występy dla stacji HBO dały ogromną popularność komikowi. To w nich przedstawiał swój nowy materiał. Za swe 14 pokazów Carlin dostał aż 2 nagrody Grammy: za „Jammin' in New York” (1996) oraz „It's Bad for Ya” (pośmiertnie). Poniżej wypisano wszystkie występy HBO wraz z rokiem wykonania:
| Występ                            | Rok  |
| --------------------------------- | ---- |
| On Location: George Carlin at USC | 1977 |
| George Carlin: Again!             | 1978 |
| Carlin at Carnegie                | 1982 |
| Carlin on Campus                  | 1984 |
| Playin' with Your Head            | 1986 |
| What Am I Doing in New Jersey?    | 1988 |
| Doin' It Again                    | 1990 |
| Jammin' in New York               | 1992 |
| Back in Town                      | 1996 |
| George Carlin: 40 Years of Comedy | 1997 |
| You Are All Diseased              | 1999 |
| Complaints and Grievances         | 2001 |
| Life Is Worth Losing              | 2005 |
| It's Bad for Ya                   | 2008 |